# Hindoloides indicans
Hindoloides indicans is een halfvleugelig insect uit de familie Machaerotidae. De wetenschappelijke naam van deze soort is voor het eerst geldig gepubliceerd in 1915 door Distant.